# Sắt(II) phosphat
Sắt(II) phosphat, hay ferơ phosphat, Fe3(PO4)2, là một muối sắt(II) của axit photphoric.

## Xuất hiện trong tự nhiên
Khoáng vật vivianit là một dạng tự nhiên của sắt(II) phosphat ngậm 8 nước.

## Điều chế
Nó có thể được hình thành do phản ứng của sắt(II) hydroxide với axit photphoric để tạo ra sắt(II) phosphat. Sắt(II) oxit, hay các muối sắt(II) cũng được dùng để điều chế hợp chất này. Nhưng để đảm bảo độ tinh khiết thì nên dùng hai chất đầu đã kể trên.
Các dạng ngậm nước của chất là dạng 2 nước và 8 nước·

## Hợp chất khác
Fe3(PO4)2 còn tạo một số hợp chất với N2H4, như Fe3(PO4)2·3N2H4·5H2O là chất rắn màu lục đậm, Fe3(PO4)2·6N2H4·xH2O. Với x = 2,75 thì hợp chất này là chất rắn màu trắng, với x = 8 thì chất có màu lục nhạt. Fe3(PO4)2·7N2H4·nH2O cũng được biết đến, nó có màu trắng. Chúng đều có tính nổ.